# Orthophytum
Orthophytum är ett släkte av gräsväxter. Orthophytum ingår i familjen Bromeliaceae.

## Bildgalleri

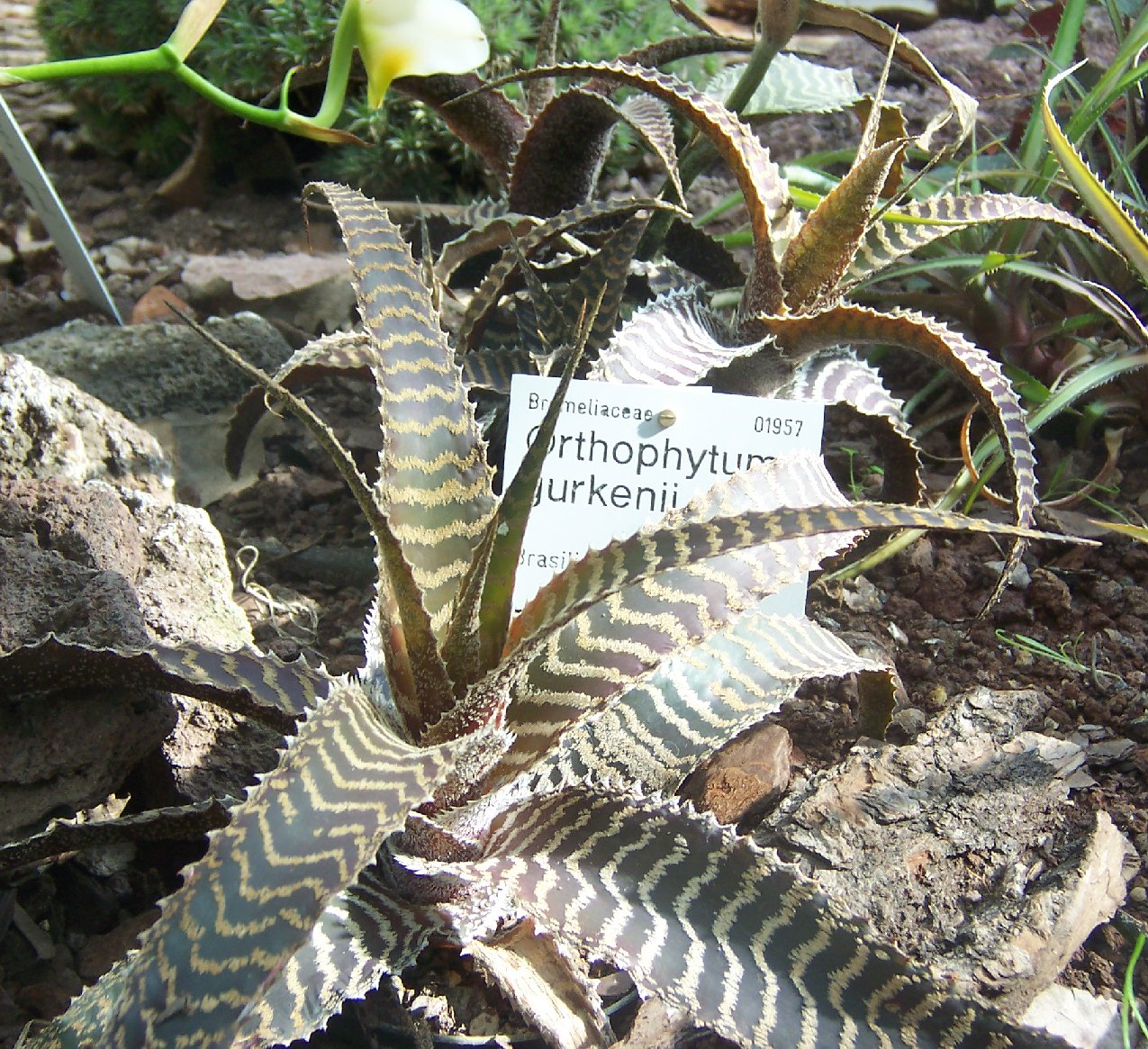
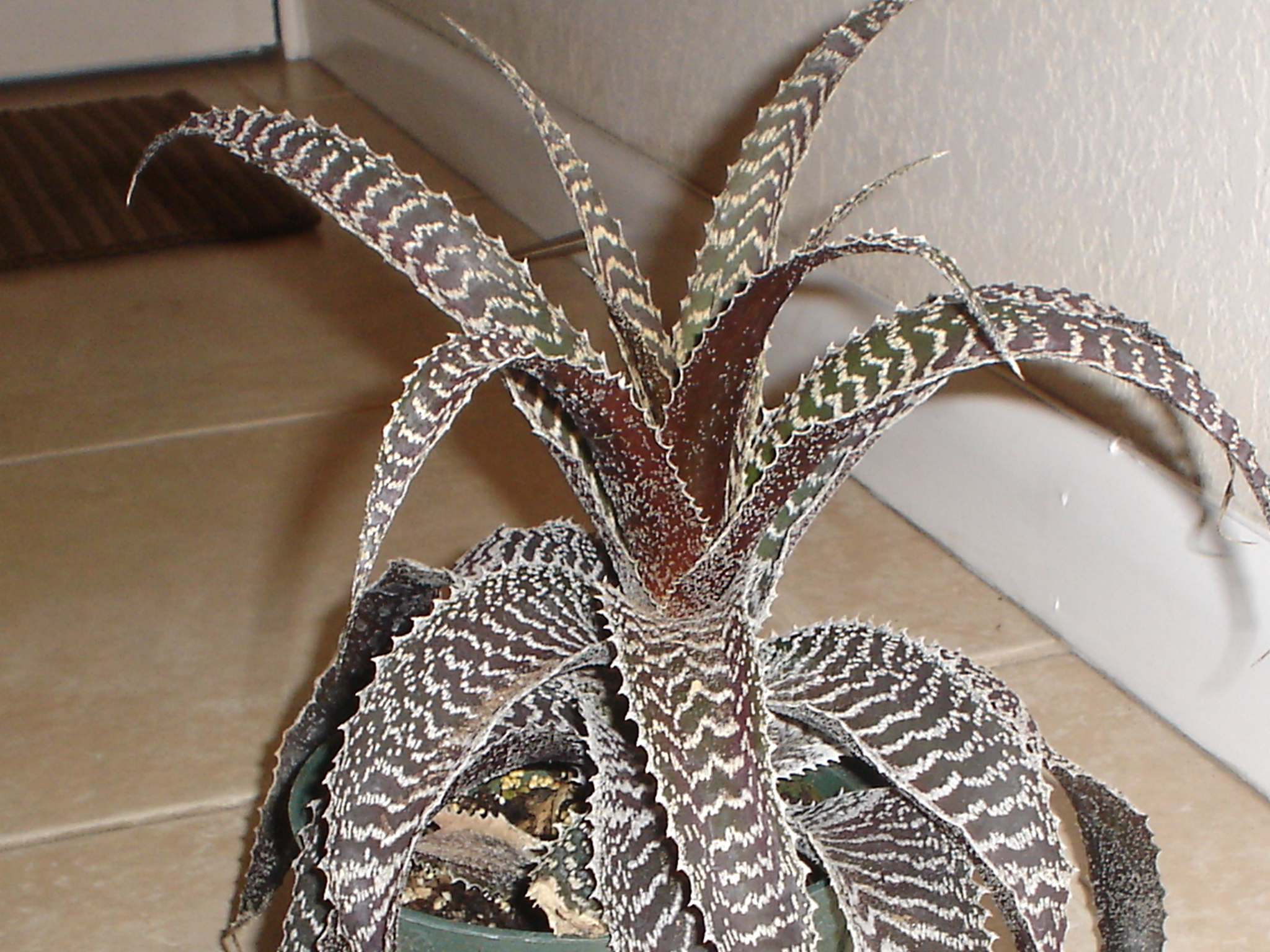
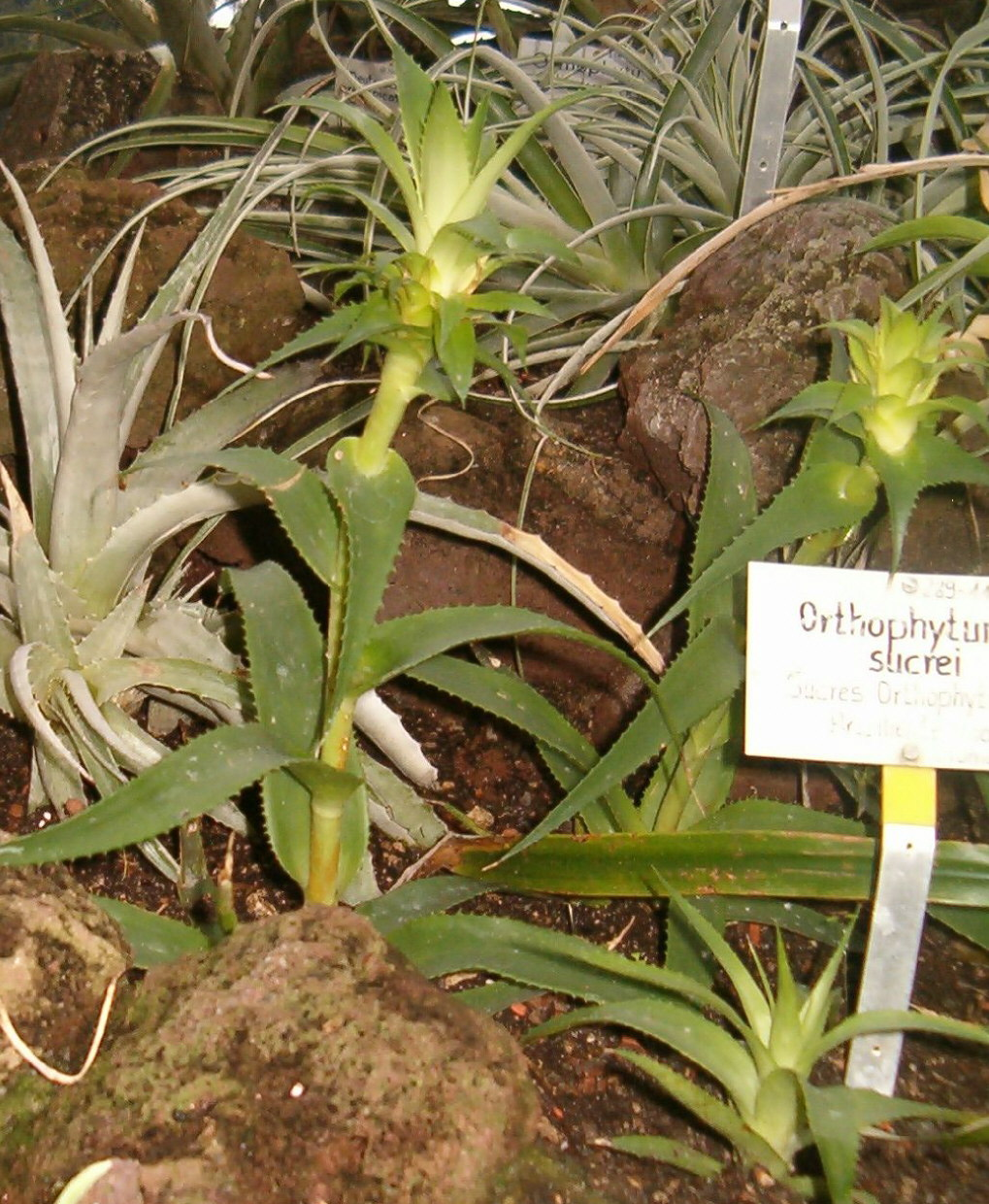
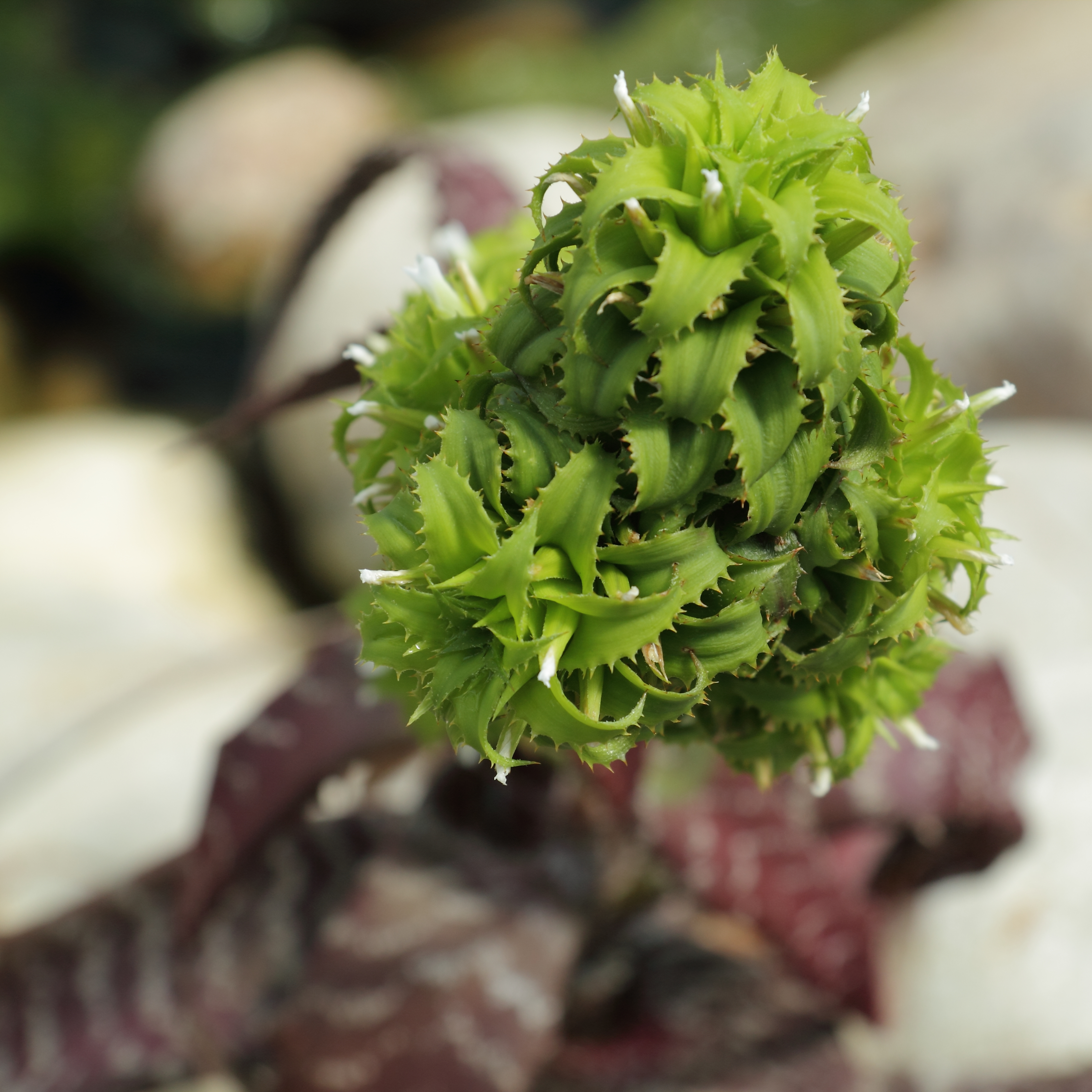
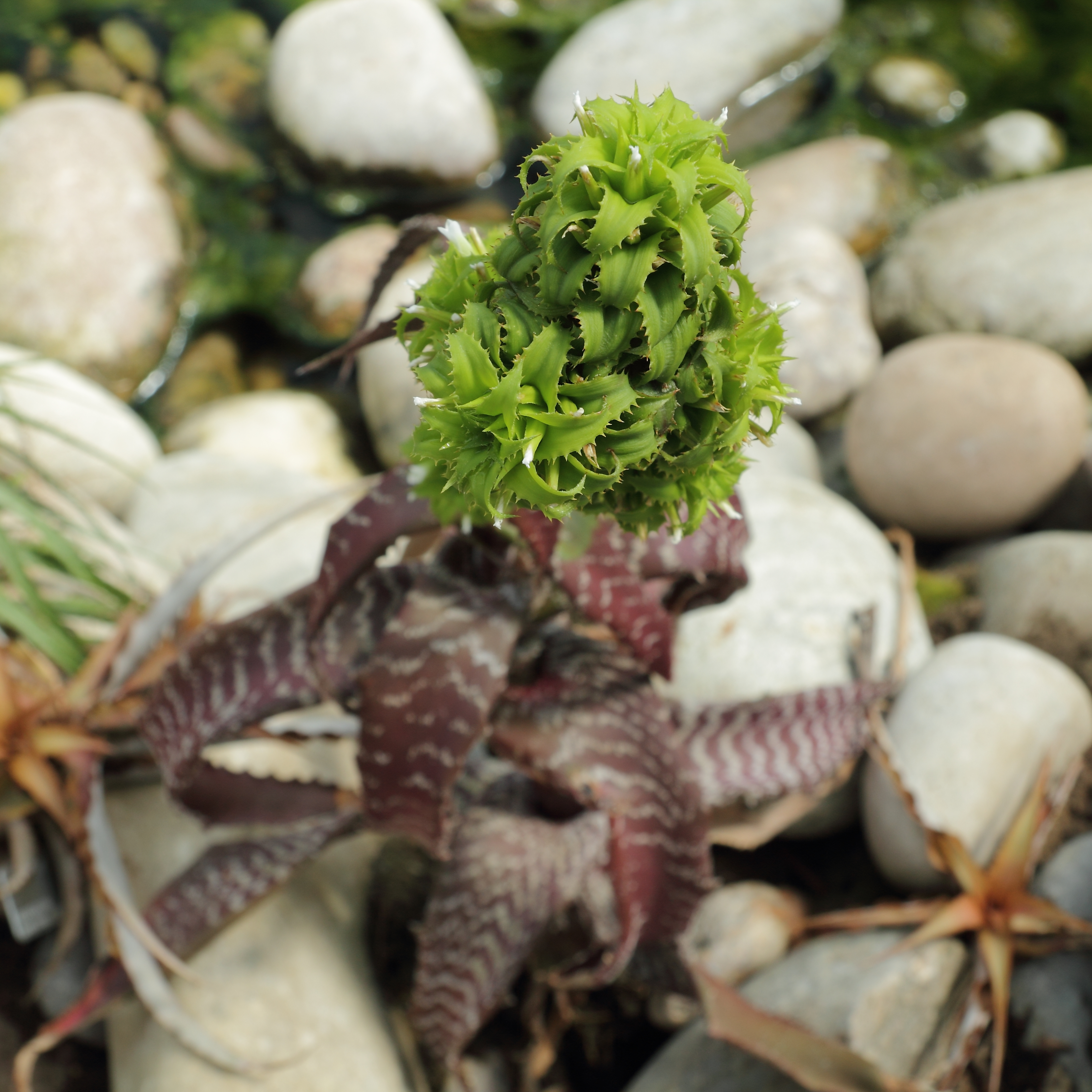

## Dottertaxa tillOrthophytum, i alfabetisk ordning[1]
- Orthophytum albopictum
- Orthophytum alvimii
- Orthophytum amoenum
- Orthophytum atalaiense
- Orthophytum benzingii
- Orthophytum boudetianum
- Orthophytum braunii
- Orthophytum buranhense
- Orthophytum burle-marxii
- Orthophytum catingae
- Orthophytum compactum
- Orthophytum conquistense
- Orthophytum diamantinense
- Orthophytum disjunctum
- Orthophytum duartei
- Orthophytum eddie-estevesii
- Orthophytum erigens
- Orthophytum estevesii
- Orthophytum falconii
- Orthophytum foliosum
- Orthophytum fosterianum
- Orthophytum glabrum
- Orthophytum graomogolense
- Orthophytum grossiorum
- Orthophytum guaratingense
- Orthophytum gurkenii
- Orthophytum harleyi
- Orthophytum hatschbachii
- Orthophytum heleniceae
- Orthophytum horridum
- Orthophytum humile
- Orthophytum itambense
- Orthophytum jabrense
- Orthophytum lanuginosum
- Orthophytum lemei
- Orthophytum leprosum
- Orthophytum lucidum
- Orthophytum lymanianum
- Orthophytum macroflorum
- Orthophytum magalhaesii
- Orthophytum maracasense
- Orthophytum mello-barretoi
- Orthophytum mucugense
- Orthophytum navioides
- Orthophytum ophiuroides
- Orthophytum piranianum
- Orthophytum pseudostoloniferum
- Orthophytum pseudovagans
- Orthophytum riocontense
- Orthophytum roseum
- Orthophytum rubiginosum
- Orthophytum rubrum
- Orthophytum sanctum
- Orthophytum saxicola
- Orthophytum schulzianum
- Orthophytum striatifolium
- Orthophytum sucrei
- Orthophytum supthutii
- Orthophytum toscanoi
- Orthophytum triunfense
- Orthophytum ulei
- Orthophytum vagans
- Orthophytum vidaliorum
- Orthophytum zanonii